# Stephen Curnow
Stephen Curnow, também conhecido como Steve Curnow, é o atual vice-presidente executivo da General Sports Worldwide. Entre 2013 e 2020, ele foi o diretor comercial das equipes de Fórmula 1 da Force India e Racing Point.

## Carreira
Curnow trabalha há muito tempo no patrocínio esportivo, incluindo funções como gerente de patrocínio na Euro 1996 para a F.A e na Coca-Cola GB, antes de se tornar vice-presidente sênior da SFX Sports Group e, em março de 2011, ele se tornou diretor comercial da equipe Lotus F1 Team. Em seu cargo, ele supervisionava todas as atividades comerciais e de marketing da equipe.
Posteriormente, Curnow se mudou para a Force India, onde continuou exercendo a função de diretor comercial. Curnow permaneceu no mesmo cargo após a aquisição da Force India por um consórcio liderado por Lawrence Stroll que transformou a equipe na Racing Point Force India para disputar a segunda metade da temporada de 2018 e na Racing Point entre 2019 e 2020.